# Bremer Haus

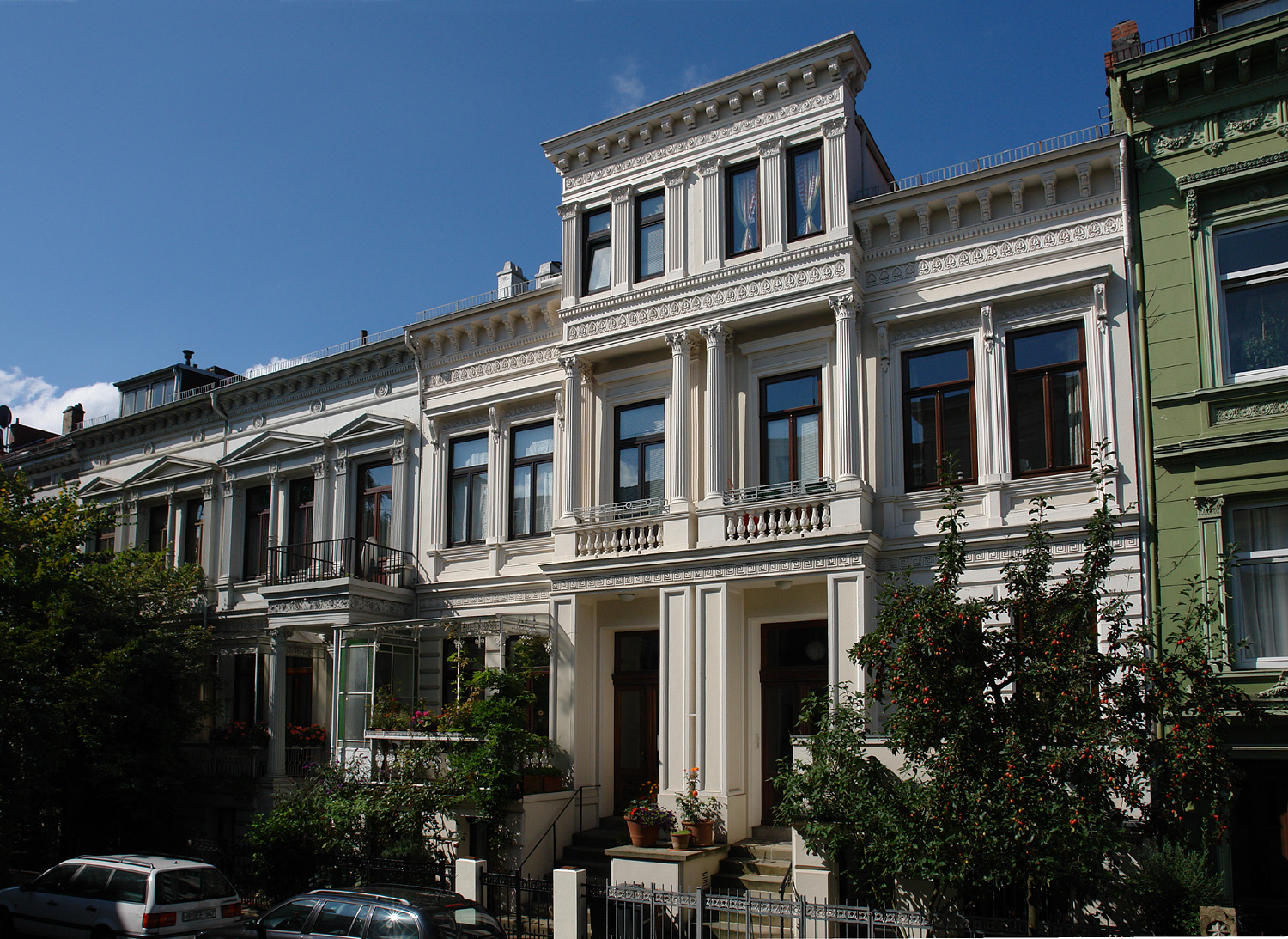
Altbremer Häuser in der Wohnhausgruppe Besselstraße

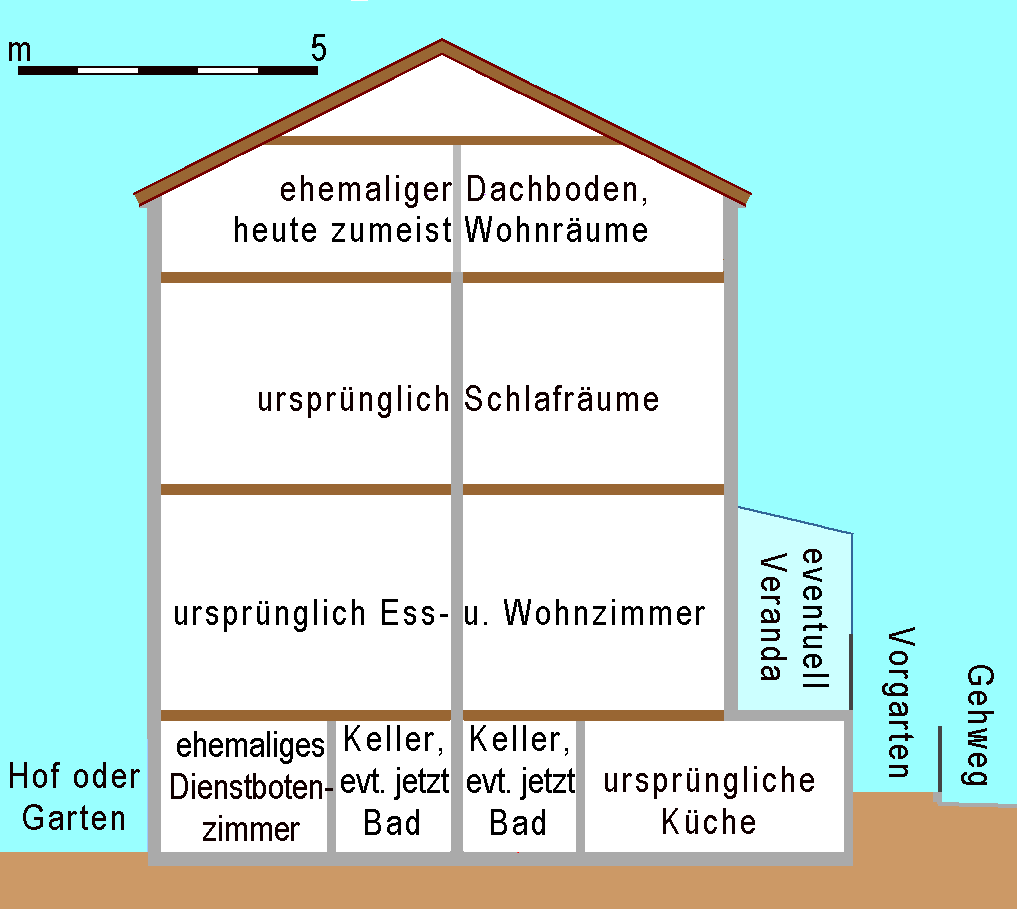
Typischer Querschnitt eines Bremer Hauses, Zimmerseite

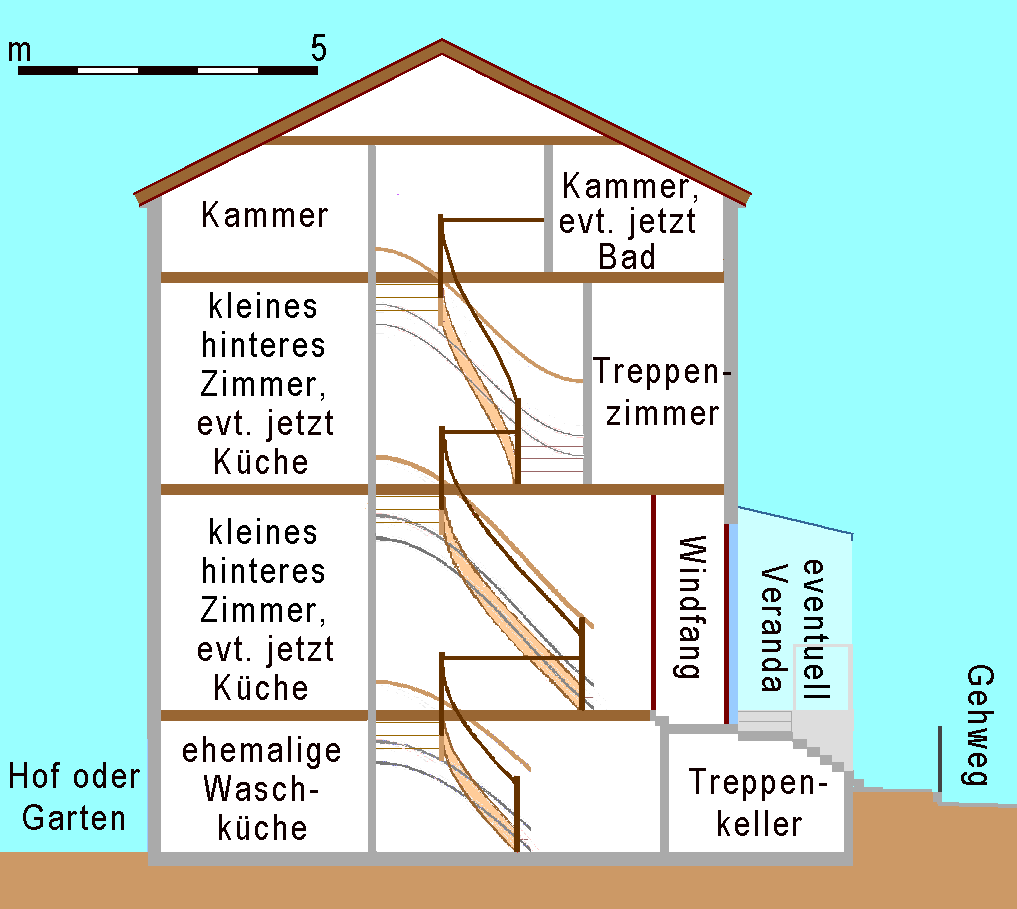
Typischer Querschnitt eines Bremer Hauses, Treppenseite

Das Bremer Haus oder auch Altbremer Haus ist ein Häusertyp, der in Bremen zwischen der Mitte des 19. Jahrhunderts und den 1930er Jahren errichtet wurde und heute noch das Stadtbild in einigen Stadtteilen Bremens prägt.

## Charakteristika des Bremer Hauses
|                      |                        |
| Typisches Souterrain | Typisches Hochparterre |
|                      |                        |
| Typische erste Etage | Typisches Dachgeschoss |

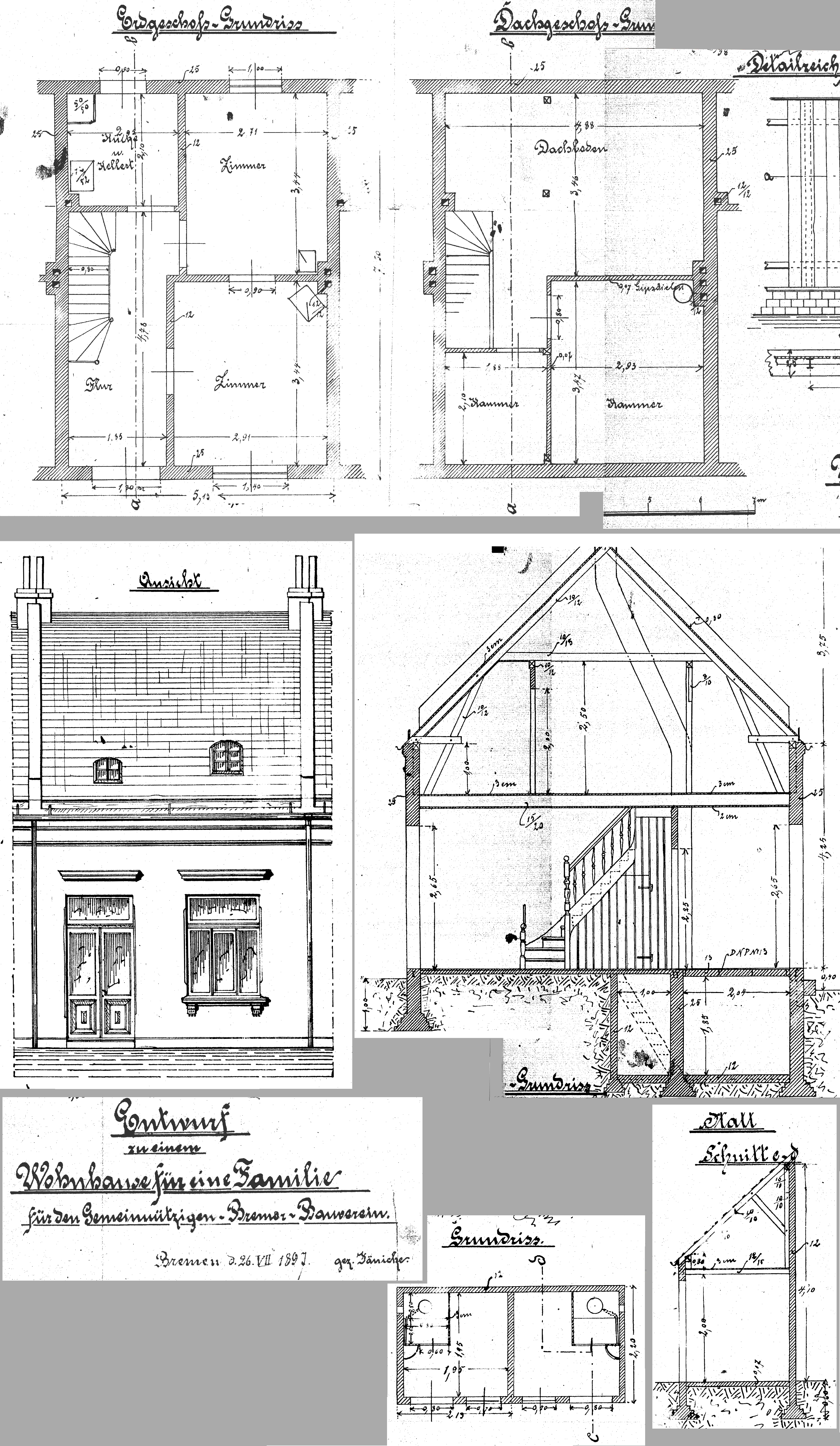
Haus für Hafenarbeiter im Generalsviertel, Vegesacker Straße/Ziethenstraße in Walle, kleinster Haustyp, ohne Vorgarten

Das Bremer Haus wurde zumeist als Einfamilienhaus konzipiert. Die Reihenhäuser in den Baustilen des Klassizismus, Historismus und Jugendstils folgen einem typischen Schema und sind eher in die Tiefe gebaut. Typisch sind zwei große hintereinander angeordnete Haupträume und ein seitlich daneben angeordnetes Treppenhaus, das zur Straße hin in der Regel einen Windfang aufweist. Im Hochparterre hinter dem Treppenhaus liegt ein kleiner Raum, ursprünglich zumeist ein Zimmer, heute oft als Küche genutzt. In der oder den Etagen darüber befindet sich sowohl über dem kleinen Hinterzimmer ein ähnlicher Raum als auch über dem Windfang. Die kleinen Zimmer zur Straße werden auch Treppenzimmer genannt, sofern sie nicht heute als Badezimmer dienen. Das Bremer Haus ist oft zwei- bis dreigeschossig, mit Souterrain. Vor allem in den ursprünglich kleinbürgerlichen Vierteln und Arbeitervierteln wurden auch nur eingeschossige Häuser errichtet. Das Souterrain befindet sich ein bis zwei Meter unterhalb des Straßenniveaus und ist über eine Außentreppe von der Straße erreichbar. Hier waren ursprünglich die Küche und andere Wirtschaftsräume sowie Dienstbotenunterkünfte untergebracht. Das Erdgeschoss ist ebenfalls durch eine eigene Treppe erreichbar. Da viele Straßen bei der Stadtteilerschließung aufgeschüttet wurden, liegt das Souterrain auf der Rückseite des Hauses nahezu ebenerdig.
Vom Mittelalter bis in die Mitte des 19. Jahrhunderts war es in Bremen üblich gewesen, Häuser mit der Giebelwand zur Straße zu errichten. Der neu entwickelte Typ des Bremer Hauses stand nun mit der Traufseite zur Straße. In den ersten Jahrzehnten des Bremer Hauses bevorzugte man klassizistische Formen. Dazu gehörte eine geringe Dachneigung von etwa 27°. In den engeren unter den Wohnstraßen waren so die Dächer von der Straße aus nicht zu sehen, wodurch der Eindruck von Flachdächern entstehen sollte.
Bei der Errichtung der Bremer Häuser wurden regelmäßig ganze Straßenzüge von einem Bauunternehmer in einem einheitlichen Stil errichtet. Unterschiedliche Bauelemente und Details jedoch verhindern Eintönigkeit. Oft wurden jeweils zwei benachbarte Häuser auch spiegelsymmetrisch zueinander ausgeführt. Manchmal wurden längere Zeilen von sechs bis acht Häusern in der Weise aufeinander abgestimmt, dass die beiden mittleren etwas vorstanden, prächtiger und höher waren, bei acht Häusern auch die beiden äußeren. Mit dieser so genannten Palastbauweise sollten ausgedehntere Fassaden imitiert werden.
Die aneinander gebauten Häuser hatten in der Regel gemeinsame Brandmauern, die nicht selten die Dachschräge um wenige Zentimeter überragten. Dehnungsfugen, heute bei ausgedehnten Baukomplexen Standard, gab es noch nicht.
Vor den Häusern befand sich fast immer ein Vorgarten, der heute an manchen Straßen den verbreiterten Verkehrsflächen zum Opfer gefallen ist. Hinter der Blockrandbebauung befindet sich je nach Blocktiefe ein Garten oder nur eine kleine Hoffläche. Da die Wohnquartiere erst Anfang des 20. Jahrhunderts eine Kanalisation bekamen, befand sich bis zu der Zeit neben dem Hinterausgang jedes Hauses ein Klohäuschen.
Bei den vor der Rezession der 1880er Jahre errichteten Häusern gab es typische Unterschiede zwischen den Fenstern der Straßenfront und denen der Rückseite. Zur Straße hin hatten die größeren Zimmer zwei Fenster. Die Fenster zur Straße hatten zumeist einen äußerlich geraden Sturz, hinter dem sich ein flacher Segmentbogen aus harten Wasserbauklinkern verbarg, und je eine Glasscheibe in jedem Flügel und im Oberlicht. Nach hinten hinaus hatten die größeren Zimmer oft nur ein Fenster, etwas breiter als das der kleineren Zimmer und die Fenster zur Straße und oft dreiflügelig. Die Fenster nach hinten hatten drei Glasscheiben je Flügel und in den Oberlichtern eine Scheibe über jedem Flügel. Die Segmentbögen der Fensterstürze waren dort nicht kaschiert. Die Rückseite hatte also nicht nur keinen Stuck, sondern auch an den Fenstern wurde gespart. Als um 1900 der nächste Bauboom kam, waren etwas größere Fensterscheiben kein Luxus mehr, einerseits waren Scheiben in ganzer Fensterbreite möglich, andererseits begann man, viele kleine Scheiben dekorativ zu finden.
Bevor in den Jahren um die Jahrtausendwende fast alle Fenster mit Isolierverglasung ausgestattet wurden, waren die alten Unterschiede noch gut zu erkennen.

### Variationen des Bremer Hauses
Gab es zunächst noch Bremer Häuser, die pro Stockwerk vier große Räume aufwiesen, entwickelte sich später der einheitliche Grundriss mit zwei hintereinander liegenden Räumen. Neben der unterschiedlichen Breite wurde auch die Anzahl der Stockwerke variiert, je nach den erwarteten Einkommensverhältnissen der potenziellen Käufer.
Die hauptsächlichen Unterschiede der ansonsten sehr homogenen Altbremer Häuser ergaben sich vor allem aus der Verwendung unterschiedlicher Fassadenelemente. Häufig genutzt wurden Erker oder Scheinerker oder unterschiedliche Reliefformen. Der Fassadenschmuck richtete sich nach dem jeweiligen Zeitgeschmack. Später wurden häufig auch Wintergärten oder Glasveranden angefügt. Diese Elemente finden sich vor allem bei späteren Bremer Häusern, das heißt vor allem in Gebieten, die von der Altstadt Bremens etwas entfernt sind.

## Geschichte

### Mitte des 19. Jahrhunderts
Bis 1872 gab es in Bremen relativ große Geldreserven, weil seine Währung im Gegensatz zu den übrigen deutschen Staaten auf dem Goldstandard beruhte, was dem Kapitalabfluss ins Umland entgegenstand. Erhebliche Gelder wurden daher in den Haus- und Immobilienmarkt investiert, der Hausbau erfolgte in diesem Zusammenhang häufig spekulativ. Hinzu trat das Finanzierungsmittel der Handfeste, die im bremischen Recht eine Art Hypothek darstellte. Von 1871 bis 1880 kam in ganz Deutschland der wirtschaftliche Aufschwung der Gründerjahre, belebt nicht zuletzt durch französische Reparationszahlungen. Mit steigendem Wohlstand stieg die Nachfrage nach Kolonialwaren. Bremen war europaweit im Tabak- und Baumwollhandel führend, hinzu trat das Geschäft mit den Auswanderern nach Amerika.
Das große Angebot an Wohnräumen führte dazu, dass auch das einfachere Bürgertum, etwa kleine Handwerker, sich so Wohnhäuser leisten konnten. Zudem war der Bau von Mietskasernen (wie zur gleichen Zeit in Berlin) und Hinterhäusern, wie sie etwa in den Niederlanden typisch waren, verboten.

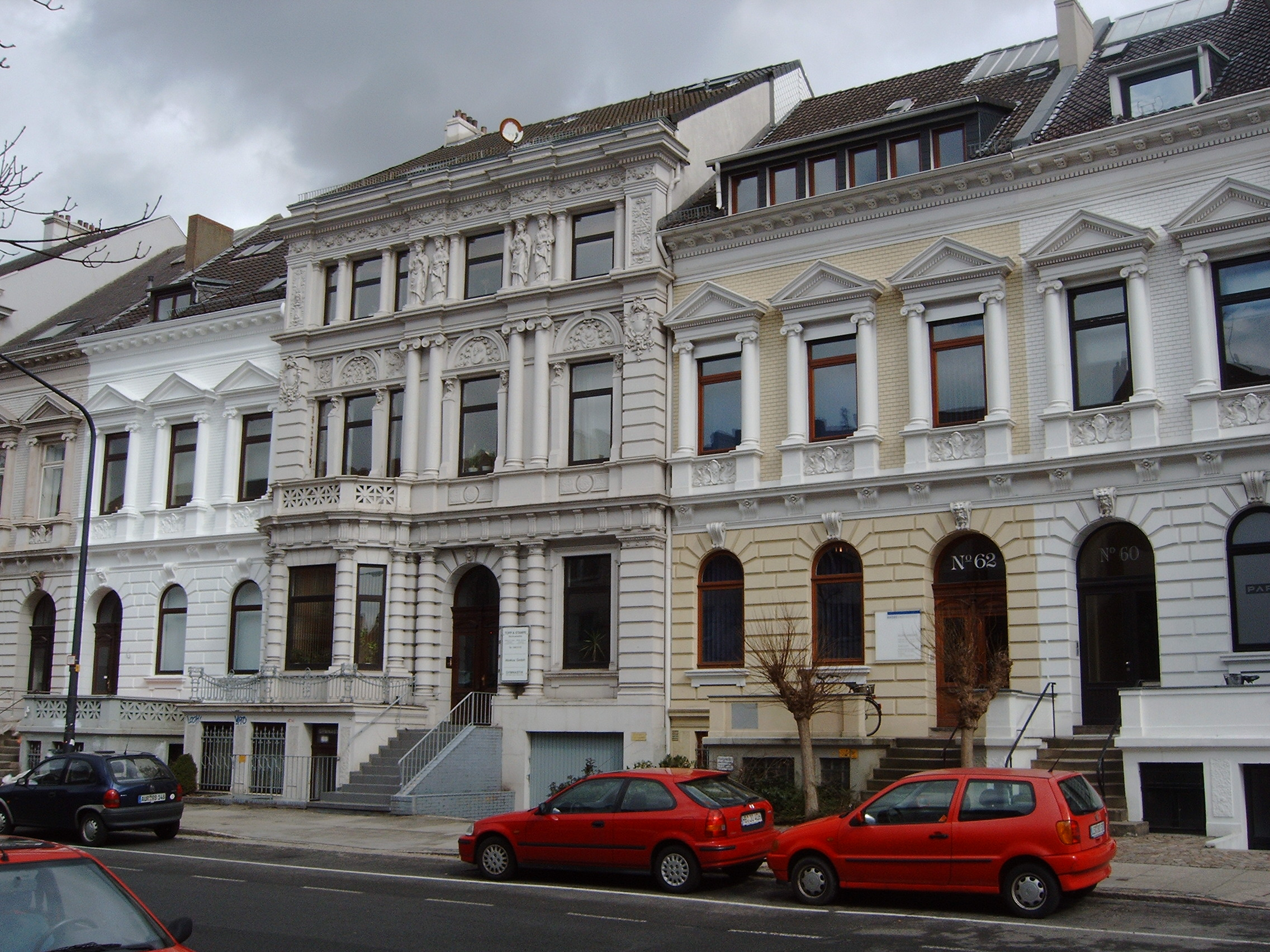
Straßenzug mit Bremer Häusern

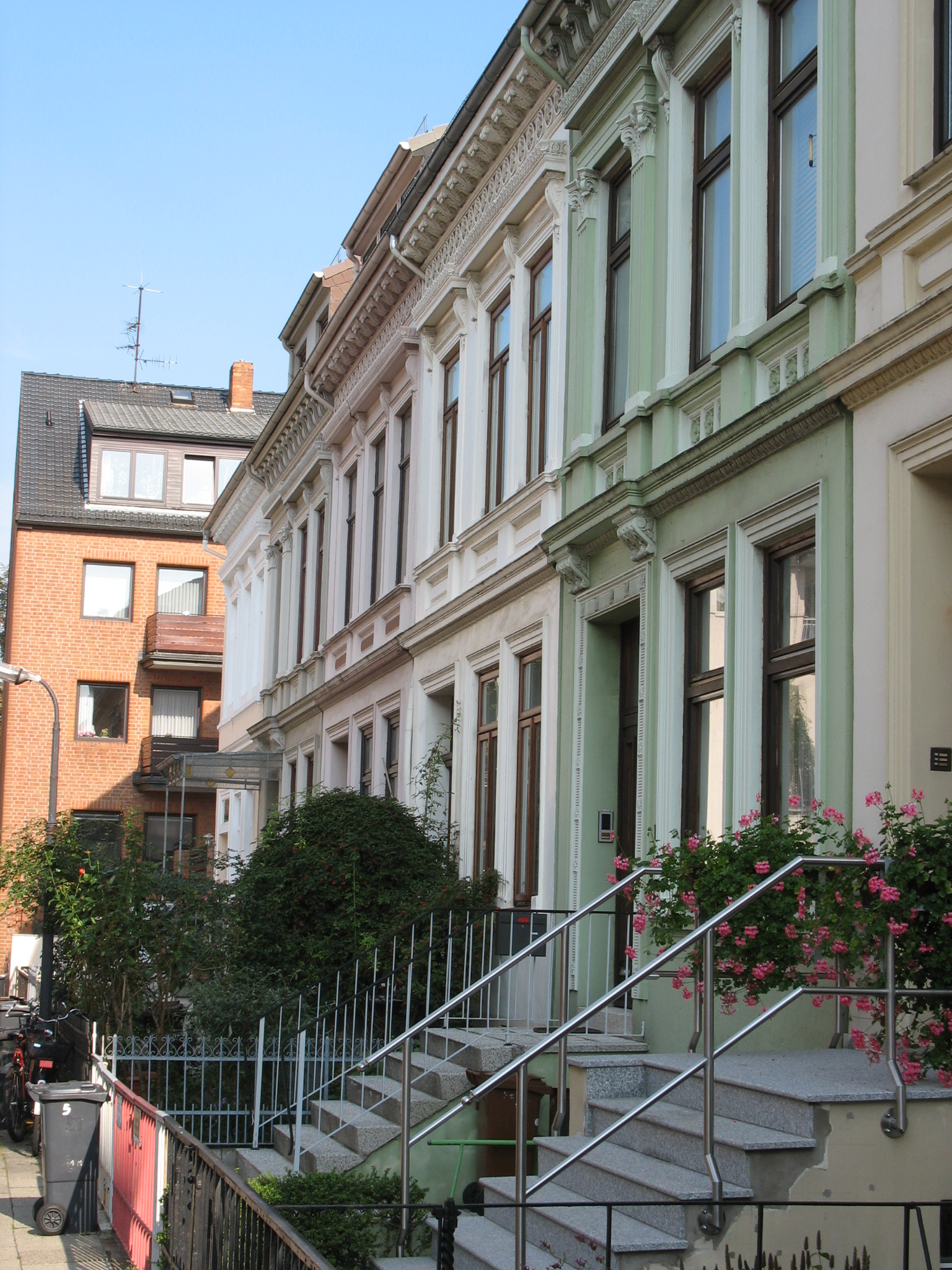
Schmalere Bremer Häuser, bis auf die Fassadenfarbe nahezu einheitlich

Die Entwicklung dieser speziellen Hausform ergab sich aus einer Reihe von rechtlichen, sozialen und wirtschaftlichen Gegebenheiten. Zunächst mussten die Bauherren selbst für die Errichtung der Straßen aufkommen, die zudem noch aufgeschüttet werden mussten und daher entsprechend teuer waren. Die Aufschüttung war aus Gründen des Hochwasserschutzes notwendig. Die Erbauer der Bremer Häuser hatten daher ein erhebliches wirtschaftliches Interesse, möglichst viel Wohnraum entlang einer Straße zu errichten, die Häuser wurden daher eher in die Tiefe als in die Breite gebaut. Zugleich wurden sie als Reihenhäuser errichtet, da so der Raum zwischen den Häusern nicht verloren ging. Aus der Aufschüttung der Straße ergab sich auch das charakteristische Souterrain und die Notwendigkeit, das erste Geschoss mittels Treppe mit der Straße zu verbinden. Gleichzeitig war durch die 1841 verabschiedete und 1847 ergänzte bremische Bauordnung die Errichtung von Hinterhäusern, die nicht an eigenen Straßen lagen, verboten. Eine Hinterhofbebauung zur noch effektiveren Nutzung war damit ausgeschlossen.
Die näher an der Altstadt liegenden und mit Bremer Häusern bebauten Viertel (etwa das Ostertor) sind eher im Stile des Historismus bebaut. Etwas weiter entfernte Gegenden weisen Merkmale des Klassizismus und schließlich des Jugendstils auf. Dies erklärt sich mit der fortschreitenden Ausbreitung Bremens von der Altstadt her und der damit erfolgenden späteren Bebauung der weiter außerhalb gelegenen Viertel.
Mit Anschluss Bremens an den Zollverein stiegen zum einen die Grundstückspreise erheblich und zum anderen sank die Neigung der Kreditgeber, Kredite für den Hauserwerb zu gewähren. In der Folge wurden wieder größere Bremer Häuser errichtet, damit der Käufer das Haus durch Mieteinnahmen abbezahlen können sollte. Konzipiert waren die Bremer Häuser aber immer noch prinzipiell als Einfamilienhäuser, weshalb es zu einer Raumnot kam, die zum Teil bedrückender war, als in den auf viele Parteien zugeschnittenen Mietskasernen.
In den 1880er Jahren stagnierte der Wohnungsbau in Bremen; der Boom der Gründerjahre war abgeebbt, und die Kosten der für die Konkurrenzfähigkeit als Seehafen erforderlichen Weserkorrektion belasteten Bremen bis an die Grenze seiner wirtschaftlichen Leistungsfähigkeit.
Auch nachdem die bremische Bauordnung hinsichtlich der Bebauung mit Hinterhäusern aufgehoben worden war, hatte die bremische Tradition zur Folge, dass zunächst keine Mietskasernen errichtet wurden, sondern bis in die 1920er Jahre hinein Wohngebäude vom Typus des Bremer Hauses. Erst ab dieser Zeit wurden auch in Bremen größere Miethäuser errichtet.

### Diskussion um 1900
In der sozialpolitischen Diskussion wurde das Modell des Bremer Hauses, vor allem im Hinblick auf die Unterbringung der unteren Schichten der Bevölkerung, positiv den Berliner Mietskasernen gegenübergestellt. Dabei wurde oft die ursprünglich gedachte Nutzung als Einfamilienhaus zugrunde gelegt und nicht die tatsächlich oft eingetretene Nutzung als Mehrfamilienhaus. In diesem Zusammenhang wurde das Bremer Haus vor allem von bürgerlichen Sozialreformern und zumindest anfangs von Sozialdemokraten als Vorbild benannt.

### Bremer Haus heute

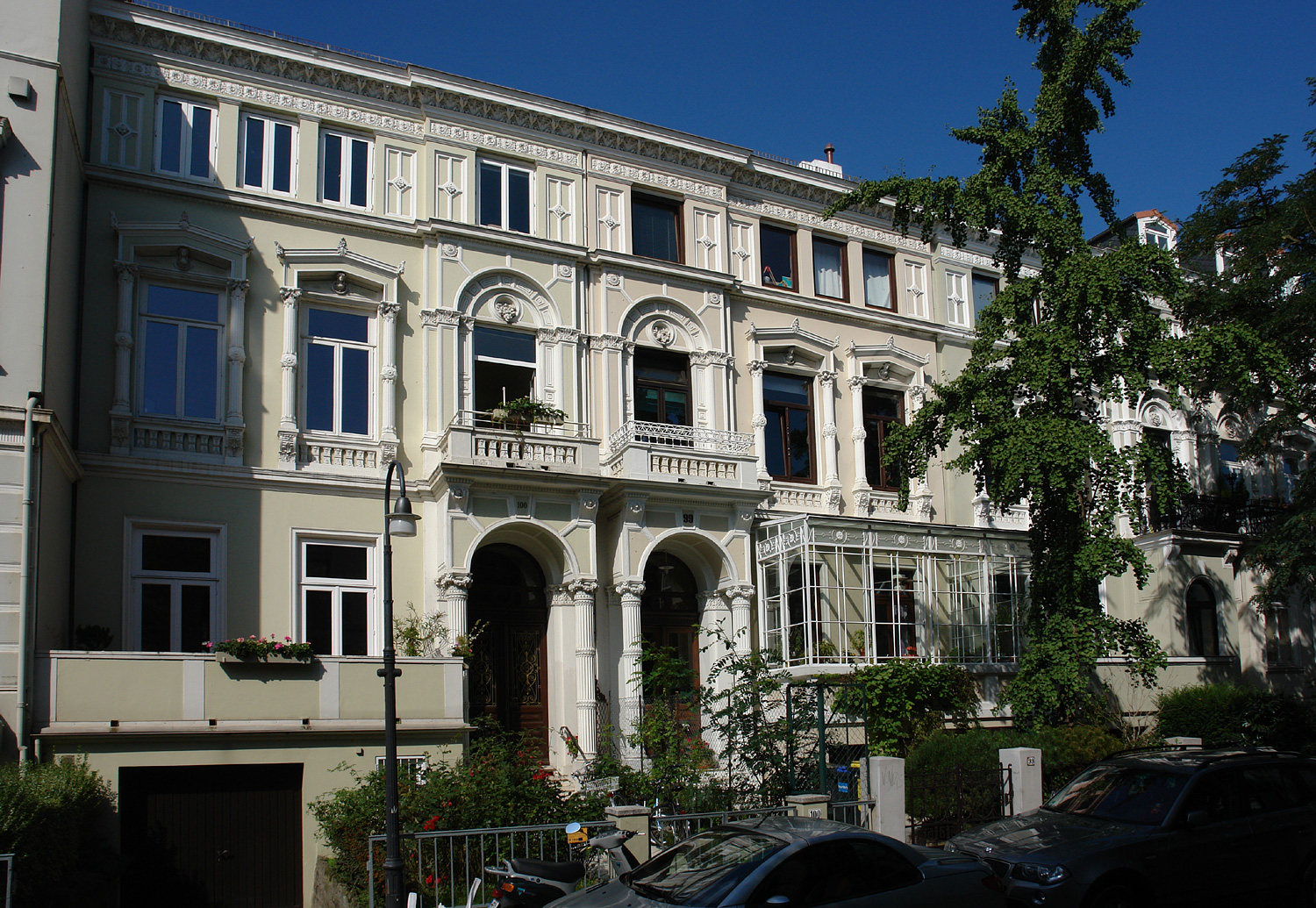
Bremer Häuser in der Mathildenstraße von Lüder Rutenberg

Durch Zerstörungen im Krieg und stärker durch Abriss in der Nachkriegszeit verschwanden viele Bremer Häuser. Trotzdem blieben noch große Gebiete mit Bremer Häusern erhalten. Viele Bremer Häuser sind unter Denkmalschutz gestellt, zum Teil betrifft dies ganze Straßenzüge. Die weitgehende Bebauung mit Bremer Häusern trägt heute zum einen dazu bei, dass mit 38,5 Prozent Wohnungseigentumsquote (d. h. Anteil von den Eigentümern bewohnten Wohnraumes) Bremen an der Spitze der deutschen Großstädte liegt  und dass zum andern die Preise für Mietwohnungen trotz relativ hoher Baulandpreise moderat sind.
Wegen der hohen Decken und der Holzfußböden sind Bremer Häuser heutzutage sehr gefragte Wohnhäuser. Zum Teil werden vereinzelt wieder Häuser nach dem Vorbild der Bremer Häuser errichtet, vor allem in Baulücken in Straßenzügen, die ansonsten mit Bremer Häusern bebaut sind. Das Souterrain wird heute auf vielerlei Art genutzt, z. B. als Keller, Wohnung, Geschäft und oft auch als Garage.

## Straßen und Ensembles in Bremen

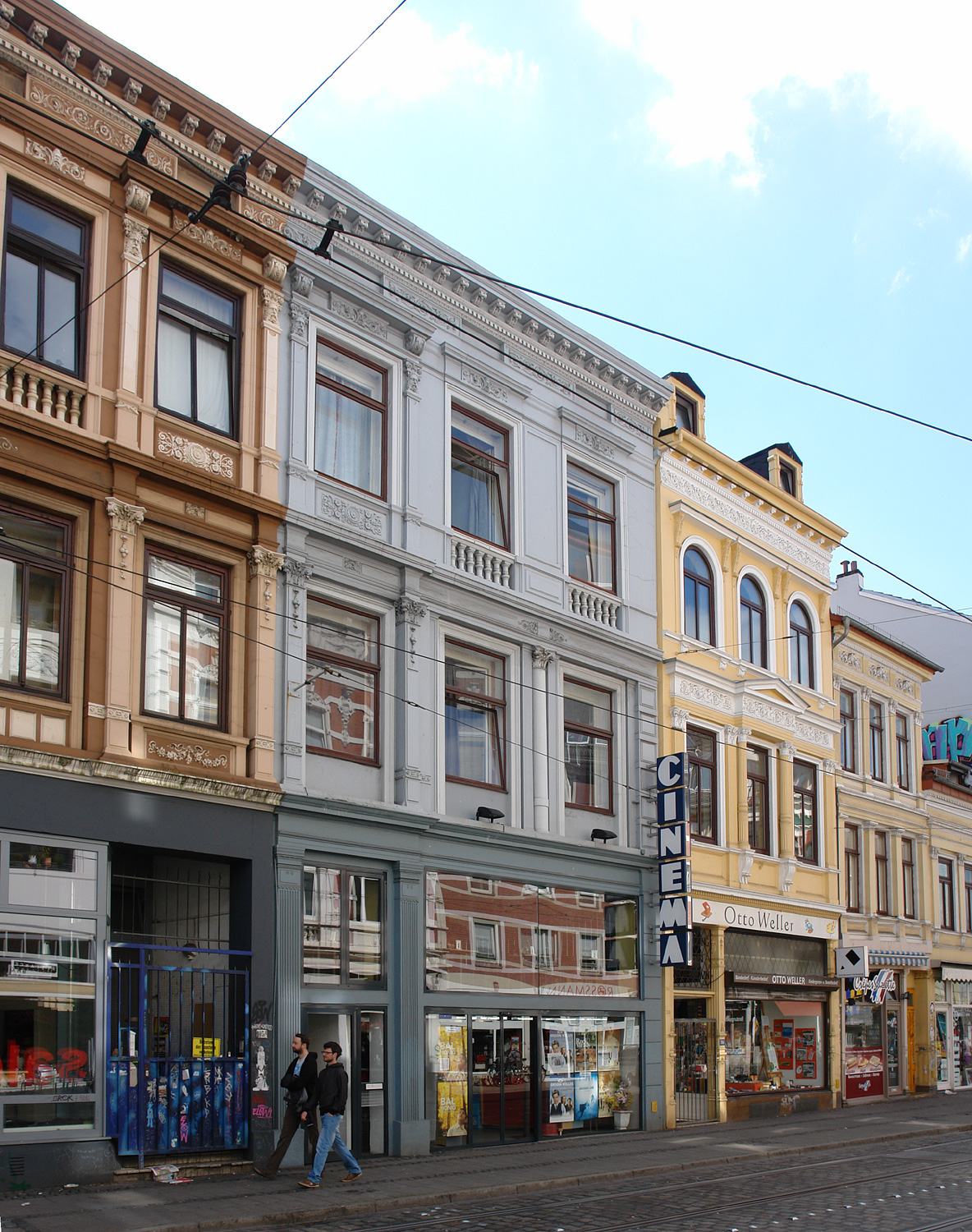
Urbane Bremer Häuserzeile am Ostertorsteinweg

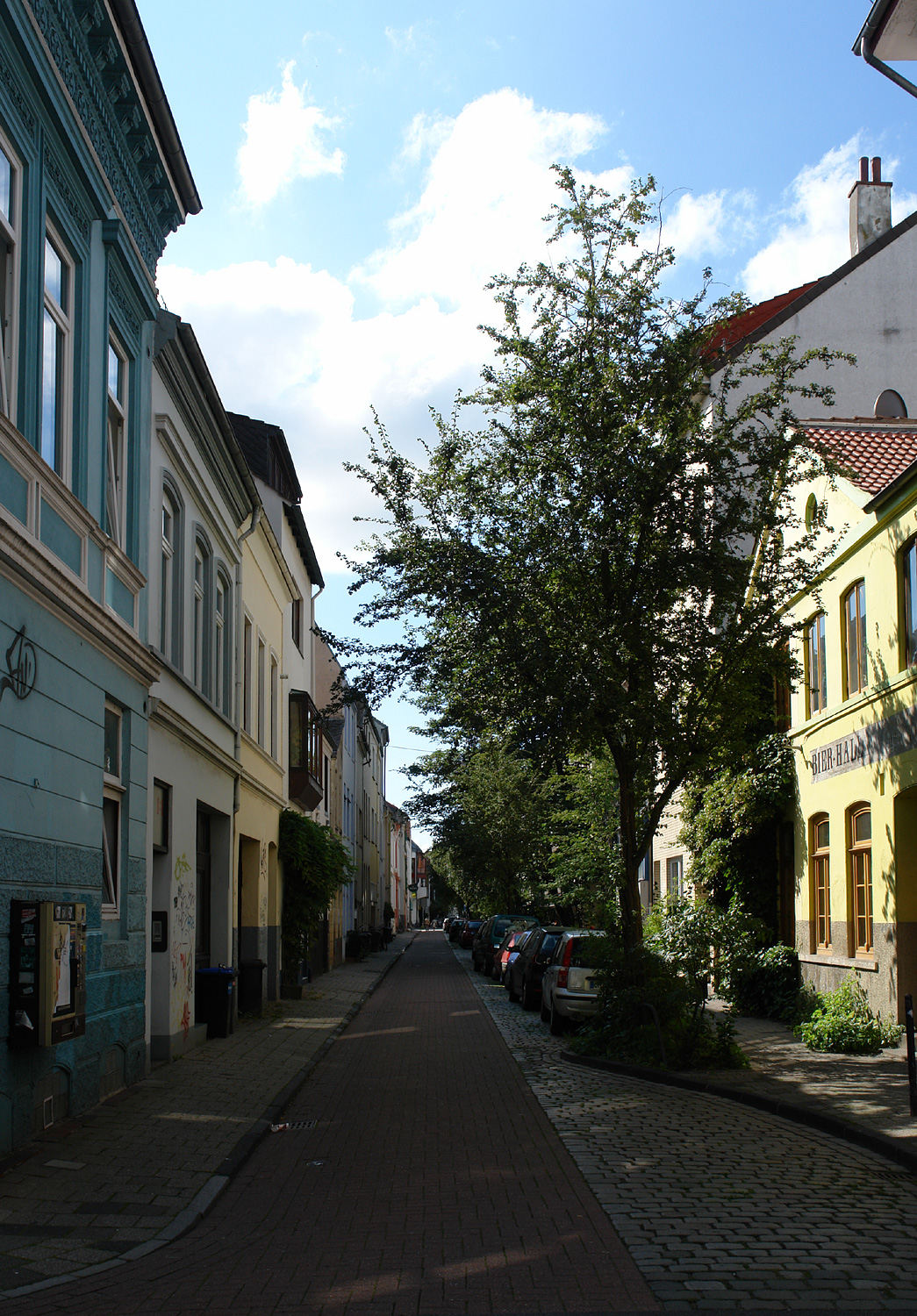
Quartier Gertrudenstraße

Denkmalgeschützte Bremer Häuser befinden sich u. a.:
- Ensemble Adlerstraße, 1853/1856, Architekt Hermann Rauschenberg
- Wohnhausgruppe Besselstraße von Lüder Rutenberg
- Wohnhausgruppe Blumenthalstraße von Wilhelm Blanke
- Wohnhausgruppe Delbrückstraße von Wilhelm Blanke.
- Häuser der Eugen-Kulenkamp-Stiftung, 1897, Architekt und Bauunternehmer Hermann Schelb
- Wohnhausgruppe Goebenstraße von Wilhelm Blanke
- Wohnhausgruppe Hermann-Allmers-Straße, 1907/1912, Architekten unbekannt
- Ensemble Kreftingstraße, 1860/1861, Bauunternehmer Gebrüder Bolte
- Ensemble Mathildenstraße, 1866/1871, Bauunternehmer Lüder Rutenberg
- Ensemble Wiener Hof, 1905/1907, Architekten Rauschenberg und Müller